# 中松江駅
中松江駅（なかまつええき）は、和歌山県和歌山市にある、南海電気鉄道加太線の駅。駅番号はNK44-2。

## 歴史
- 1912年（明治45年）6月16日：加太軽便鉄道開業と同時に設置。
- 1930年（昭和5年）12月22日：社名変更により加太電気鉄道の駅となる。
- 1942年（昭和17年）2月1日：会社合併により南海鉄道の駅となる。
- 1944年（昭和19年）6月1日：会社合併により近畿日本鉄道の駅となる。
- 1947年（昭和22年）6月1日：路線譲渡により南海電気鉄道の駅となる。
- 2012年（平成24年）4月1日：駅ナンバリングが導入され、使用を開始[2][3]。

## 駅構造
交換設備を備えた島式1面2線のホームを持つ地平駅である。駅舎は線路南側和歌山市駅寄りにあり、ホームとは構内踏切で繋がっている。

### のりば
| のりば | 路線   | 方向 | 行先                           |
| ------ | ------ | ---- | ------------------------------ |
| 1      | 加太線 | 下り | 加太方面                       |
| 2      | 加太線 | 上り | なんば・関西空港・和歌山市方面 |

## 利用状況
2020年（令和2年）度の調査結果では、1日平均乗降人員は708人である。この数字は南海の駅全体では100駅中73位、加太線の駅（和歌山市駅は除外）としては8駅中4位。
各年度の1日平均乗降人員は下記の通り。
| 年度   | 1日平均 乗降人員 | 順位 |
| ------ | ---------------- | ---- |
| 1980年 | 4,029            |      |
| 1985年 | 3,110            |      |
| 1990年 | 2,610            |      |
| 1995年 | 2,347            |      |
| 2000年 | 1,691            |      |
| 2001年 | 1,605            |      |
| 2002年 | 1,507            |      |
| 2003年 | 1,455            |      |
| 2004年 | 1,359            |      |
| 2005年 | 1,304            |      |
| 2006年 | 1,255            |      |
| 2007年 | 1,245            |      |
| 2008年 | 1,232            |      |
| 2009年 | 1,130            |      |
| 2010年 | 1,122            |      |
| 2011年 | 1,071            |      |
| 2012年 | 1,001            |      |
| 2013年 | 1,050            |      |
| 2014年 | 960              |      |
| 2015年 | 942              |      |
| 2016年 | 922              |      |
| 2017年 | 927              | 74位 |
| 2018年 | 926              | 74位 |
| 2019年 | 883              | 74位 |
| 2020年 | 708              | 73位 |
| 2021年 | 686              | 74位 |

## 駅周辺
駅前には和歌山市役所松江連絡所がある。駅北方は県道が通っており、河西コミュニティセンターがある。駅南方は民家が並んでいる。
- 和歌山松江北郵便局
- 和歌山市立河西中学校
- 和歌山市立松江小学校
- 春日神社（松江春日えびす）
- 松江緑地 - 河西緩衝緑地の1つ[8]
- 和歌山県道7号粉河加太線
- 業務スーパー榎原店

## 隣の駅
南海電気鉄道
 加太線
東松江駅 (NK44-1) - 中松江駅 (NK44-2) - 八幡前駅 (NK44-3)